# ゴクレニウス (クレーター)
ゴクレニウス (Goclenius) は、月のクレーターであり、豊かの海の西端に位置している。ゴクレニウスはグーテンベルクの北東にあり、その北にはマゼランがある。ゴクレニウスの北西にはゴクレニウス峡谷と呼ばれる複数の平行に走る谷があり、その全長は 240 km に及ぶ。
ゴクレニウスの周壁はいびつに歪んでおり、卵のような形をしている。ゴクレニウスの底には溶岩が堆積しており、南東から北西にかけてゴクレニウス峡谷の一部が走っている。

## 従属クレーター
ゴクレニウスのごく近くにある小さな無名のクレーターについては、アルファベットを付加することによって識別される。
| 名称 | 月面緯度    | 月面経度     | 直径  |
| ---- | ----------- | ------------ | ----- |
| B    | 南緯 9.2 度 | 東経 44.4 度 | 7 km  |
| U    | 南緯 9.3 度 | 東経 50.1 度 | 22 km |

以下のクレーターは、国際天文学連合によって再命名された。
- ゴクレニウス-A — イブン・バトゥータ